# Requeixo, Nossa Senhora de Fátima e Nariz
Requeixo, Nossa Senhora de Fátima e Nariz é uma freguesia portuguesa do município de Aveiro, com 32,32 km² de área e 4383 habitantes (censo de 2021). A sua densidade populacional é 135,6 hab./km².

## História
Foi constituída em 2013, no âmbito de uma reforma administrativa nacional, pela agregação das antigas freguesias de Requeixo, Nossa Senhora de Fátima e Nariz e tem sede em Nossa Senhora de Fátima.

## Demografia
A população registada nos censos foi:
| Distribuição da População por Grupos Etários | Distribuição da População por Grupos Etários | Distribuição da População por Grupos Etários | Distribuição da População por Grupos Etários | Distribuição da População por Grupos Etários | Distribuição da População por Grupos Etários |
| -------------------------------------------- | -------------------------------------------- | -------------------------------------------- | -------------------------------------------- | -------------------------------------------- | -------------------------------------------- |
| Antes da agregação                           |                                              |                                              |                                              |                                              |                                              |
| Ano                                          | 0-14 anos                                    | 15-24 anos                                   | 25-64 anos                                   | >= 65 anos                                   | Total                                        |
| 2001                                         | 798                                          | 684                                          | 2305                                         | 748                                          | 4535                                         |
| 2011                                         | 713                                          | 520                                          | 2507                                         | 824                                          | 4564                                         |
| Após a agregação                             |                                              |                                              |                                              |                                              |                                              |
| Ano                                          | 0-14 anos                                    | 15-24 anos                                   | 25-64 anos                                   | >= 65 anos                                   | Total                                        |
| 2021                                         | 557                                          | 392                                          | 2406                                         | 1028                                         | 4383                                         |